# William Kennedy (football)
William Kennedy, surnommé « Bill » Kennedy, né en 1912 et mort en 1989, est un footballeur et entraîneur écossais.
Il réalise une carrière de footballeur professionnelle au poste de défenseur dans différents clubs dans les années 1930, notamment Carlisle United, Crewe Alexandra, Southampton (de 1936 à 1938) en Angleterre, et Hamilton Academical en Écosse.
Après sa carrière de joueur, il devient entraîneur, notamment du FC Bruges (Belgique), où il ne reste qu'un an, terminant dernier du championnat 1950-1951. Il est ensuite nommé entraîneur du club rival du Cercle, où il n'obtient pas de meilleurs résultats, finissant avant-dernier et relégué de la Division 1A (2e niveau national à l'époque).
Il retourne ensuite à Southampton où il se reconvertit et termine sa vie.